# Juan José Haedo
Juan José Haedo (Chascomús, 26 gennaio 1981) è un ex ciclista su strada argentino, professionista dal 2003 al 2014.
Ha un fratello più piccolo di due anni, Lucas Sebastián, anch'egli ciclista.

## Carriera
Juan José Haedo debuttò tra i professionisti nel 2003 con il team Colavita-Sutter Home. Messosi in luce con diverse vittorie in volata in gare negli Stati Uniti, nel 2006 venne ingaggiato dalla Toyota-United, altra squadra statunitense. Quell'anno prese parte alle principali corse dell'UCI America Tour, tra cui Tour of California e Tour de Georgia: in queste due importanti corse a tappe batté in volata specialisti affermati come Olaf Pollack, Stuart O'Grady e Fred Rodriguez.
Proprio le prestazioni al Tour of California attirarono l'attenzione di Bjarne Riis, che nel novembre 2006 gli fece firmare un contratto di due anni con il suo Team CSC. Durante la sua prima stagione con la CSC, nel 2007, Haedo si impose nuovamente negli Stati Uniti, vincendo la classifica a punti del Tour of California e del Tour de Georgia, oltre al Commerce Bank International Championship. Vinse anche la Rund um Köln, dove batté Graeme Brown e Alessandro Petacchi. Partecipò poi al Giro d'Italia, il suo primo Grande Giro, ottenendo come migliori risultati un nono e decimo posto di tappa, prima di ritirarsi nella decima frazione.
Nel 2008 si aggiudicò la Clásica de Almería e alcune frazioni di corse minori; rappresentò quindi l'Argentina ai Giochi olimpici di Pechino, partecipando, e ritirandosi, alla prova in linea su strada. Nelle stagioni seguenti, sempre correndo tra le file della formazione di Riis, vinse, a livello di Calendario mondiale/World Tour, una tappa alla Volta Ciclista a Catalunya 2010, una al Critérium du Dauphiné 2010, una alla Tirreno-Adriatico 2011 e una alla Vuelta a España 2011: in quest'ultima occasione riuscì a battere Alessandro Petacchi e Daniele Bennati, e a centrare la prima vittoria in un Grande Giro.

## Palmarès
- 2004 (Colavita-Sutter Home, una vittoria)

American Airlines Pro-Am Challenge
- 2005 (Colavita-Sutter Home, quattro vittorie)

2ª tappa McLane Pacific Classic (Merced > Merced)
1ª tappa Central Valley Classic
2ª tappa Redlands Classic (Redlands > Redlands)
3ª tappa Redlands Classic (Redlands > Redlands])
- 2006 (Toyota-United, tre vittorie)

1ª tappa Tour of California (Sausalito > Santa Rosa)
4ª tappa Tour of California (Monterey > San Luis Obispo)
6ª tappa Tour de Georgia (Cumming > Alpharetta)
- 2007 (Team CSC, sei vittorie)

2ª tappa Tour of California (Santa Rosa > Sacramento)
6ª tappa Tour of California (Santa Barbara > Santa Clarita)
Rund um Köln
7ª tappa Tour de Georgia (Atlanta > Atlanta)
Colliers Classic
Philadelphia International Championship
- 2008 (Team CSC-Saxo Bank, otto vittorie)

1ª tappa Tour de San Luis (San Luis > Villa Mercedes)
5ª tappa Tour de San Luis (San Luis > San Luis)
1ª tappa Tour of California (Sausalito > Santa Rosa)
Clásica de Almería
3ª tappa Vuelta a Murcia (Puerto Lumbreras > San Pedro del Pinatar)
2ª tappa Tour de Georgia (Statesboro > Augusta)
1ª tappa Tour de Luxembourg (Luxembourg > Mondorf)
6ª tappa Post Danmark Rundt (Slagelse > Frederiksberg)
- 2009 (Team Saxo Bank, cinque vittorie)

7ª tappa Tour de San Luis (San Luis > San Luis)
Cholet-Pays de Loire
2ª tappa Tour de Wallonie (Limbourg > Arlon)
4ª tappa Tour of Missouri (St. James > Jefferson City)
4ª tappa Circuit Franco-Belge (Mons > Tournai)
- 2010 (Team Saxo Bank, quattro vittorie)

Mumbai Cyclothon
6ª tappa Volta Ciclista a Catalunya (Sant Cugat del Vallès > Montmeló)
Rund um Köln
2ª tappa Critérium du Dauphiné (Annonay > Bourg-Saint-Andéol)
- 2011 (Saxo Bank-Sungard, tre vittorie)

3ª tappa Tirreno-Adriatico (Terranuova Bracciolini > Perugia)
3ª tappa Ster ZLM Toer (Nuth)
16ª tappa Vuelta a España (Villa romana di La Olmeda > Haro)
- 2012 (Team Saxo Bank, una vittoria)

Grand Prix de Denain
- 2014 (Jamis-Hagens Berman, una vittoria)

3ª tappa Coupe des Nations Ville de Saguenay (Chicoutimi > Chicoutimi)

### Altri successi
- 2003 (Colavita-Sutter Home)

Colavita Bolla Cup Florida
Highland Park Criterium
Harlem Criterium
- 2004 (Colavita-Sutter Home)

USA CRITS Speed Week
- 2005 (Colavita-Sutter Home)

Sunny King Criterium
Rochester Criterium
Charlotte Presbytarian Hospital Criterium
2ª tappa Fitchburg Longsjo Classic
6ª tappa International Cycling Classic (Hales Corners)
4ª tappa Tour de Toona (Hollidaysburg > Hollidaysburg)
- 2006 (Toyota-United)

Doble Difunta Corréa
St. Valentine's Day Race
3ª tappa San Dimas Stage Race
3ª tappa Redlands Classic (Sunset)
USA CRITS Speed Week
Sunny King Criterium
5ª tappa Cascade Classic
4ª tappa Tour de Toona (Hollidaysburg)
Tour of Somerville
Manhattan Beach Grand Prix
- 2007 (Team CSC)

Classifica a punti Tour of California
Classifica a punti Tour de Georgia
2ª tappa Deutschland Tour (Bretten, cronosquadre)
- 2013 (Jamis-Hagens Berman)

3ª tappa Valley of the Sun Stage Race (Phoenix > Phoenix)
3ª tappa San Dimas Stage Race
3ª tappa Redlands Classic (Redlands)
3ª tappa Joe Martin Stage Race (Fayetteville)
4ª tappa Joe Martin Stage Race
Classifica a punti Joe Martin Stage Race
1ª tappa, 2ª semitappa North Star Grand Prix (Saint Paul > Saint Paul)
3ª tappa North Star Grand Prix (Minneapolis > Minneapolis)
5ª tappa North Star Grand Prix (Stillwater > Stillwater)
U.S. Air Force Classic
- 2014 (Jamis-Hagens Berman)

3ª tappa Joe Martin Stage Race (Fayetteville)
Madeira Criterium

## Piazzamenti

### Grandi Giri
- Giro d'Italia

2007: ritirato (10ª tappa)
2009: 148º
2012: non partito (14ª tappa)
- Tour de France

2012: 140º
- Vuelta a España

2008: ritirato (15ª tappa)
2010: 151º
2011: 156º

### Classiche monumento
- Milano-Sanremo

2007: 134º
2011: 128º

### Competizioni mondiali
- Campionati del mondo

Stoccarda 2007 - In linea: ritirato
Melbourne 2010 - In linea: 35º
Copenaghen 2011 - In linea: 49º
- Giochi olimpici

Pechino 2008 - In linea: ritirato